# Lang (efternamn)
Lang är ett efternamn.

## Personer med efternamnet Lang
- André de Lang
- Andrew Lang, skotsk författare och etnolog
- Anna Lang (1874–1920), svensk harpist
- Anna Lang (1859–1917), svensk violinist
- Arnold Lang, schweizisk zoolog

- Charles Lang
- Cosmo Gordon Lang, brittisk ärkebiskop
- Czesław Lang, polsk tävlingscyklist

- Eddie Lang, amerikansk jazzmusiker

- Fritz Lang, tysk regissör
- Franzl Lang

- Heinrich Lang, flera personer
  - Heinrich Lang (arkitekt) (1824-1893), tysk arkitekt
  - Heinrich Lang (målare) (1838-1891), tysk målare
  - Heinrich Lang (teolog) (1826-1876), tysk präst och teolog
- Hermann Lang, tysk racerförare
- Howard Lang, brittisk skådespelare

- Jacob Lang
- Jeffrey Lang
- Jockim Lang
- Joël Napoleon Lang, finländsk jurist
- Johan Lang, svensk biokemist
- Jonny Lang, amerikansk bluessångare och gitarrist
- Josef Lang, tjeckisk harpist
- June Lang

- k.d. lang, kanadensisk sångerska
- Karl Lang, svensk zoolog
- Katherine Kelly Lang, amerikansk skådespelare
- Kathrin Lang, tysk skidskytt
- Kris Lang

- Lang Lang, kinesisk konsertpianist
- Lana Lang
- Lex Lang

- Mads Lang, dansk biskop
- Maria Lang, författarpseudonym för Dagmar Lange
- Marika Lang
- Martin Lang
- Matheson Lang, brittisk skådespelare
- Michael Lang, amerikansk konsertarrangör och musikproducent
- Michael Lang (fotbollsspelare)

- Oskar Lang

- Peter Lang , flera personer
  - Peter Lang (dansk seglare) (född 1989)
  - Peter Lang (tysk seglare)
- Petter Lang den yngre
- Pia Lang, svensk sångerska

- Robert Lang, tjeckisk ishockeyspelare

- Sebastian Lang, tysk tävlingscyklist
- Stephen Lang, amerikansk skådespelare